# Sinfonía n.º 26 (Mozart)

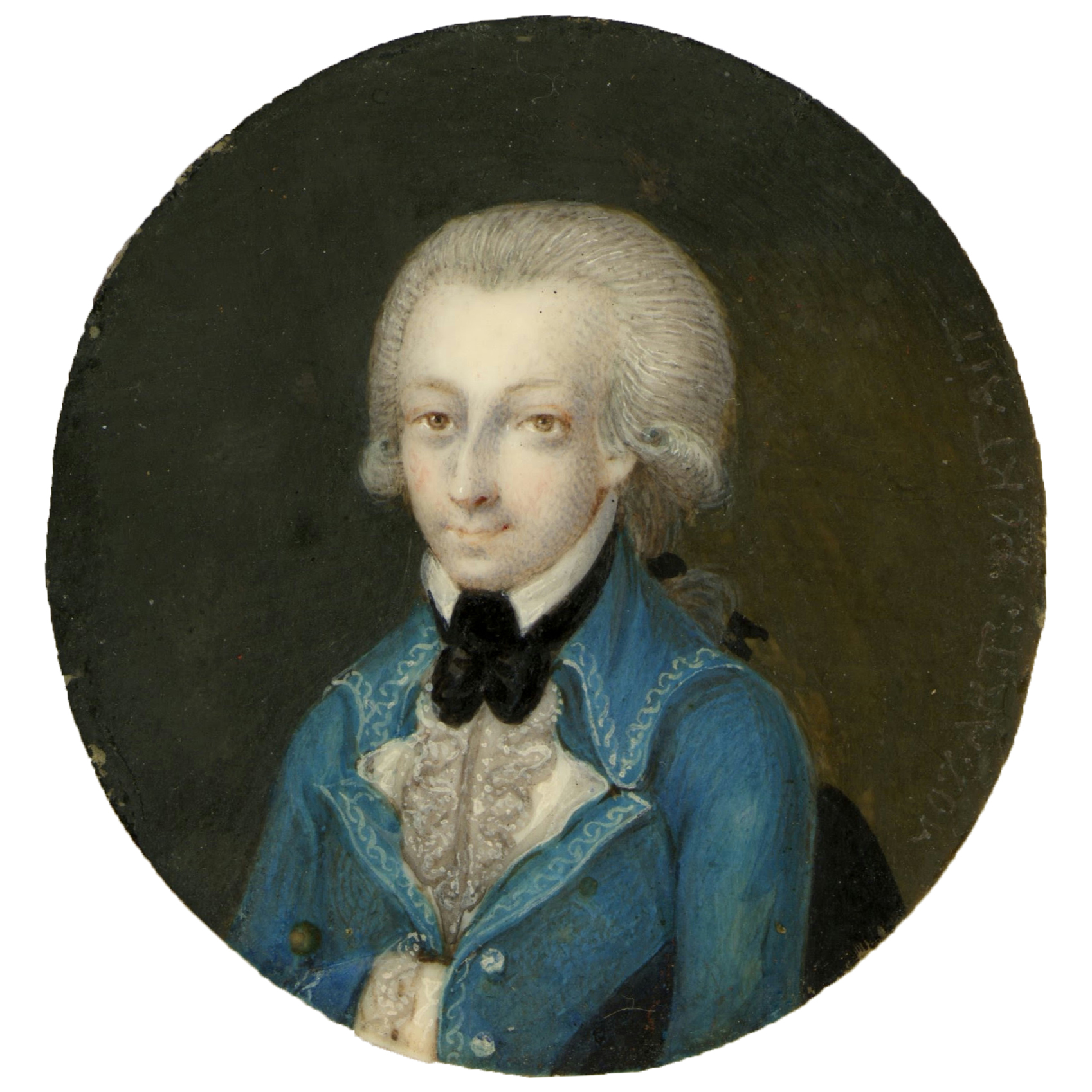
Mozart en 1773.

La Sinfonía n.º 26 en mi bemol mayor, K. 184/161a fue compuesta por Wolfgang Amadeus Mozart y fechada el 30 de marzo de 1773, cuando el compositor tenía diecisiete años.

## Historia

### Contexto

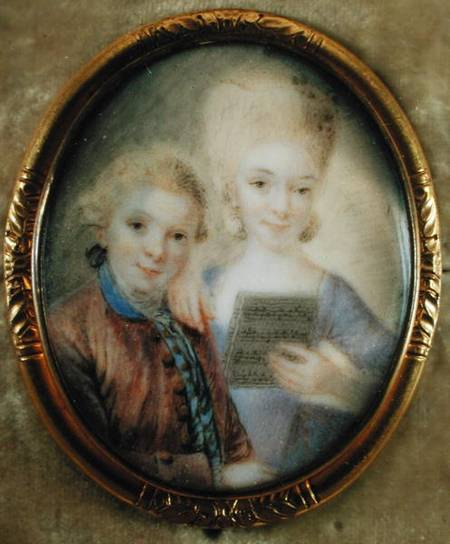
Wolfgang y Nannerl hacia 1763.

La carrera de Mozart como sinfonista había empezado en Londres durante el gran viaje de la familia Mozart por Europa entre junio de 1763 y noviembre de 1766. El padre Leopold Mozart planeó la gira para exhibir a sus prodigiosos hijos, Wolfgang y Nannerl en las principales cortes europeas. En ese tiempo Wolfgang compuso sus primeras obras del género, que tenían una deuda sustancial con las sinfonías de estilo galante italianizante en tres movimientos de Carl Friedrich Abel y Johann Christian Bach; también escuchó las sinfonías de compositores relevantes como Thomas Arne, William Boyce y Giuseppe Sammartini. Posteriormente Leopold y sus hijos pasaron en Viena varios meses de 1768 durante los cuales el joven maestro hizo un esfuerzo consciente por adaptar su estilo sinfónico a los gustos del público vienés, adoptando entre otras cosas la estructura en cuatro movimientos. Una afortunada consecuencia de los largos viajes del compositor en ciernes fue el contacto que le proporcionaron con una generosa muestra representativa de las tradiciones musicales europeas: alemana, británica, francesa e italiana.
El joven compositor y su padre realizaron tres viajes a Italia entre diciembre de 1769 y en mayo de 1773. En este periodo alternó sus visitas con estancias en Salzburgo durante las cuales creó la ópera Mitrídates, rey de Ponto, así como varias sinfonías con apreciable influencia del gusto italiano por la ópera bufa. En 1772 y 1773 el maestro austríaco vivió una etapa de entusiasmo por la escritura sinfónica, produciendo cada año siete nuevas sinfonías (n.º 15 - n.º 27). Después redujo su actividad en este campo y en los dos años siguientes sólo aparecieron tres nuevas piezas del género (n.º 28, 29 y 30).

### Composición
La composición de esta obra se completó el 30 de marzo  de 1773, un mes después de que volviese de su tercer viaje a Italia. Forma parte de un grupo de cuatro sinfonías que Mozart compuso entre el 30 de marzo y el 19 de mayo de 1773, sólo dos semanas después de regresar a Salzburgo tras el estreno de su ópera seria Lucio Silla en Milán el 26 de diciembre de 1772, y dos meses antes de una visita a Viena. En julio padre e hijo partieron hacia Viena posiblemente con la esperanza de conseguir un puesto para Mozart, pero a pesar de que el 5 de agosto fueron recibidos por la emperatriz María Teresa, nada se sabe de los detalles de la audiencia. A finales de septiembre los Mozart estaban de vuelta en Salzburgo. A principios de octubre aparecieron dos nuevas sinfonías, la Sinfonía n.º 24, fechada el 3 de octubre, y la n.º 25, que lleva la fecha del 5 de octubre. Estas obras pudieron haber sido concebidas como piezas de "audición" para la corte de Viena.

### Estreno y publicación
No se sabe con certeza la fecha y el lugar en que tuvo lugar el estreno de la sinfonía.
La primera edición fue llevada a cabo en 1809 por la editorial Stamperia chimica en Viena, que publicó la obra arreglada como sexteto. Hacia 1840 Artaria publicó un dúo para piano. La partitura completa fue editada en 1880 por Breitkopf & Härtel en Leipzig, que la publicó bajo la denominación Wolfgang Amadeus Mozarts Werke, Serie VIII, No. 26.

## Instrumentación
La partitura está escrita para una orquesta formada por:
- Viento madera: 2 flautas, 2 oboes y 2 fagotes.
- Viento metal: 2 trompas en mi bemol y 2 trompetas en mi bemol.
- Teclado: [clavecín].
- Cuerda: una sección de cuerdas con 2 violines (primero y segundo), viola, violonchelo y contrabajo.

En las orquestas de aquella época era una práctica común emplear el fagot y el clavecín, si estaban presentes en la orquesta, para reforzar la línea del bajo o bien como continuo, incluso sin notación separada. Lo mismo se aplica a los timbales, que normalmente aparecían en paralelo con las trompetas (si estaban presentes en la orquesta). Pero aquí no se incluyen timbales y esto puede deberse a que en el primer movimiento hay frecuentes cambios de tonalidad que hacen imposible el empleo de timbales.

## Estructura y análisis
La sinfonía consta de tres movimientos:
- I. Molto presto, en mi bemol mayor 4
4
- II. Andante, en do menor 2
4
- III. Allegro, en mi bemol mayor 3
8

La interpretación de esta obra dura aproximadamente entre 5 y 10 minutos. Se estructura en tres movimientos al estilo de la obertura italiana, dispuestos según el patrón del Clasicismo temprano: rápido–lento–rápido. Un movimiento lento central flanqueado por dos de naturaleza más extrovertida. Esta estructura tripartita era habitual en las sinfonías tempranas de Mozart, aunque con el tiempo fue sustituyéndola por la de cuatro movimientos. Aquí recupera este formato anterior a Haydn, lo cual probablemente refleja las experiencias musicales que había tenido Mozart recientemente en Italia. Los tres movimientos se interpretan attacca, es decir, sin pausa alguna entre ellos. Se trata de una obra seria con toques dramáticos.

### I.Molto presto
El primer movimiento, Molto presto, está escrito en la tonalidad de mi bemol mayor, en compás de 4/4 y sigue la forma sonata. La dramática apertura comienza con un tema principal que alterna entre un tema forte de notas repetidas fuertemente sincopado para toda la orquesta y una melodía tiernamente suspirada para las cuerdas y el piano.

### II.Andante
El segundo movimiento, Andante, está en do menor y en compás de 2/4. El movimiento lento en el relativo menor es oscuramente romántico y está lleno de suspensiones y apoyaturas.

### III.Allegro
El tercer y último movimiento, Allegro, retoma la tonalidad inicial, el compás de 3/8. El Finale en compás ternario conserva parte de la coloración armónica y la seriedad del Andante central, pero con un tema principal como el del Finale del posterior Concierto para trompa, K. 495 del compositor, que también está en mi bemol mayor.